# Borussia Hannover
Borussia Hannover (offiziell: Sportverein Borussia von 1895 e.V. Hannover) ist ein Sportverein im hannoverschen Stadtteil Vahrenheide mit einem Gelände an der Straße Großer Kolonnenweg direkt am Mittellandkanal. Die erste Fußballmannschaft spielte zwischen 1961 und 1963 in der höchsten niedersächsischen Amateurliga und nahm einmal am DFB-Pokal teil.

## Geschichte
Fußballerische Urzelle des Vereins ist der SV Borussia 11, der im Jahre 1923 durch die Fusion des SV Vahrenwald mit dem BV Borussia Hannover entstand. Im Jahre 1922 schaffte die Borussia den Sprung in die damals erstklassige Südkreisliga, die in jenem Jahr von einer ein- in eine zweigleisige Liga erweitert wurde. Nach zwei Jahren musste die Borussia nach einer Entscheidungsspielniederlage gegen den SC Leu Braunschweig absteigen. 1926 gelang die Rückkehr, bevor es zwei Jahre später erneut in die Zweitklassigkeit zurückging. Nach dem Zweiten Weltkrieg fusionierte der SV Borussia 11 mit der Spielvereinigung, dem SV Union und dem VSK zum TSV Hannover-Nord, aus dem 1946 der heutige SV Borussia 95 entstand.
Im Jahre 1951 gelang der ersten Fußballmannschaft der Borussia nach einem spannenden Zweikampf mit dem Lokalrivalen TSV Fortuna der Aufstieg in die damals drittklassige Amateurliga 3. Drei Jahre später ging es zurück in den Bezirk. Erst 1959 gelang die Rückkehr und zwei Jahre später sicherte sich die Borussia die Meisterschaft. Nach einem 5:1-Aufstiegsrundensieg über Eintracht Bad Salzdetfurth schaffte die Mannschaft den Aufstieg in die Amateuroberliga Niedersachsen-West.
Dort belegte man am Ende der Saison 1961/62 den neunten Platz und konnte beim Derby gegen den SV Arminia 6.000 Zuschauer begrüßen. Zur folgenden Spielzeit musste die Borussia in die Oststaffel wechseln, aus der man als Tabellenletzter abstieg. Zurück in der Drittklassigkeit wurde 1964 die neu geschaffene Verbandsliga verpasst. Im Jahre 1980 gelang der von Jürgen Bandura trainierten Mannschaft nach einem 5:0 im Entscheidungsspiel gegen den Hagener SV der Aufstieg in die nunmehr fünftklassige Landesliga West.
Gleichzeitig gewann man gegen den SV Wilhelmshaven den Niedersachsenpokal und qualifizierte sich damit für den DFB-Pokal. In der ersten Runde wurde Hannover 96 als Gegner gezogen. Da es damals die Regel, nachdem Amateurvereine gegen Proficlubs grundsätzlich Heimrecht hatten, noch nicht gab, fand das Spiel im Niedersachsenstadion, der Heimat von 96, statt. Vor nur 2.000 Zuschauern konnte Klapecki kurz vor der Halbzeit die 1:0-Führung der 96er egalisieren, bevor der Favorit das Spiel mit 8:1 gewinnen konnte. Der Spielbetrieb in der Landesliga mit Fahrten bis an die Grenze zu den Niederlanden überforderte die Borussia, die 1982 aus der Landesliga und wenig später auch aus der Bezirksoberliga abstieg. Im Jahre 2012 gelang der Aufstieg in die Bezirksliga Hannover, dem ein Jahr später der direkte Wiederabstieg folgte.

## Persönlichkeiten
Mit Edmund Malecki und Ludwig Pritzer brachte die Borussia zwei Spieler hervor, die 1938 mit Hannover 96 die Deutsche Meisterschaft gewannen. Darüber hinaus wurde André Breitenreiter zum Bundesligaspieler.